# Anna Vita
Anna Vita (Locri, 1º dicembre 1926 – Roma, 27 dicembre 2009) è stata un'attrice italiana.

## Biografia
Iniziò la sua carriera d'attrice come stella del fotoromanzo nell'immediato dopoguerra. Ebbe la prima occasione cinematografica nel film Accidenti alla guerra!... di Giorgio Simonelli (1948). Assieme al suo partner dei fotoromanzi, Sergio Raimondi, prese parte nel 1949 al documentario L'amorosa menzogna di Michelangelo Antonioni, che indagava in modo ironico il mondo dei fotoromanzi e dei suoi divi, nel quale interpretò sé stessa. 
La pellicola vinse il Nastro d'argento quale miglior documentario nel 1950. Sempre nel 1950 tornò al cinema dopo il successo di un suo fotoromanzo che aveva ancora Raimondi come protagonista maschile (Vendetta di zingara), da cui venne tratto il soggetto di film omonimo diretto da Aldo Molinari.
Il successo che accompagnava Anna Vita nei fotoromanzi non venne però bissato nel cinema, nel quale l'attrice calabrese rimase relegata in parti secondarie, tranne nell'ultimo suo film, Il peccato di Anna, dove fu protagonista e autrice del soggetto. Nella metà degli anni cinquanta fece perdere ogni traccia di sé.

## Filmografia
- Accidenti alla guerra!..., regia di Giorgio Simonelli (1948)
- Vendetta di zingara, regia di Aldo Molinari (1950)
- Il sentiero dell'odio, regia di Sergio Grieco (1950)
- Angelo tra la folla, regia di Leonardo De Mitri (1950)
- Totò e i re di Roma, regia di Steno e Monicelli (1951)
- Signori, in carrozza!, regia di Luigi Zampa (1951)
- Totò a colori, regia di Steno (1952)
- Solo per te Lucia, regia di Franco Rossi (1952)
- Il peccato di Anna, regia di Camillo Mastrocinque (1952)

## Documentari
- L'amorosa menzogna, regia di Michelangelo Antonioni (1949)